# William W. Irvin

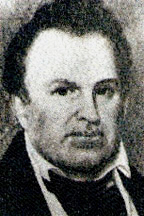
William W. Irvin

William W. Irvin (* 5. April 1779 bei Charlottesville, Virginia; † 27. März 1842 in Lancaster, Ohio) war ein US-amerikanischer Jurist und Politiker. Zwischen 1829 und 1833 vertrat er den Bundesstaat Ohio im US-Repräsentantenhaus.

## Werdegang
William Irvin genoss eine akademische Schulausbildung. Nach einem anschließenden Jurastudium und seiner im Jahr 1800 erfolgten Zulassung als Rechtsanwalt begann er in seiner Heimat in diesem Beruf zu arbeiten. Um das Jahr 1801 verlegte er seinen Wohnsitz und seine Kanzlei nach Lancaster im Nordwestterritorium. 1803 wurde er beisitzender Richter am Berufungsgericht im Fairfield County. Im folgenden Jahr wurde er von der Staatslegislative von diesem Amt entbunden. Zwischen 1806 und 1807 saß Irvin als Abgeordneter im Repräsentantenhaus von Ohio; von 1810 bis 1815 war er Richter am Supreme Court of Ohio. In den 1820er Jahren schloss er sich der Bewegung um den späteren Präsidenten Andrew Jackson an und wurde Mitglied der von diesem 1828 gegründeten Demokratischen Partei. Zwischen 1825 und 1827 war er erneut Abgeordneter im Staatsparlament, als dessen Präsident er in den Jahren 1825 und 1826 fungierte.
Bei den Kongresswahlen des Jahres 1828 wurde Irvin im neunten Wahlbezirk von Ohio in das US-Repräsentantenhaus in Washington, D.C. gewählt, wo er am 4. März 1829 die Nachfolge von Philemon Beecher antrat. Nach einer Wiederwahl konnte er bis zum 3. März 1833 zwei Legislaturperioden im Kongress absolvieren. Seit dem Amtsantritt von Präsident Jackson im Jahr 1829 wurde innerhalb und außerhalb des Kongresses heftig über dessen Politik diskutiert. Dabei ging es um die umstrittene Durchsetzung des Indian Removal Act, den Konflikt mit dem Staat South Carolina, der in der Nullifikationskrise gipfelte, und die Bankenpolitik des Präsidenten.
Im Jahr 1832 wurde Irvin nicht wiedergewählt. Nach seiner Zeit im US-Repräsentantenhaus kehrte er nach Lancaster zurück, wo er auf seiner Farm in der Landwirtschaft arbeitete. Er starb am 27. Mai 1842 in Lancaster, wo er auch beigesetzt wurde.